# Nicola Foschini
Nicola Foschini (Napoli, 2 novembre 1909 – 9 febbraio 1999) è stato un avvocato e politico italiano.
Fu deputato nelle file del Movimento Sociale Italiano nella II legislatura, nella III aderì al gruppo del Partito Monarchico Popolare, in seguito del Partito Democratico Italiano e infine al gruppo Democratico Cristiano. Nella V legislatura fu sempre nel gruppo della Democrazia Cristiana. Si rese protagonista di 45 interventi e fu primo firmatario di 60 progetti di legge. nella V legislatura ricoprì l'incarico di rilievo di segretario della Commissione inquirente per i procedimenti di accusa.